# Nicobare
Le Isole Nicobàre sono un arcipelago dell'oceano indiano orientale, situate a sud-est del subcontinente indiano, 150 km a sud delle isole Andamane con le quali formano il Territorio indiano delle Andamane e Nicobare.

## Geografia

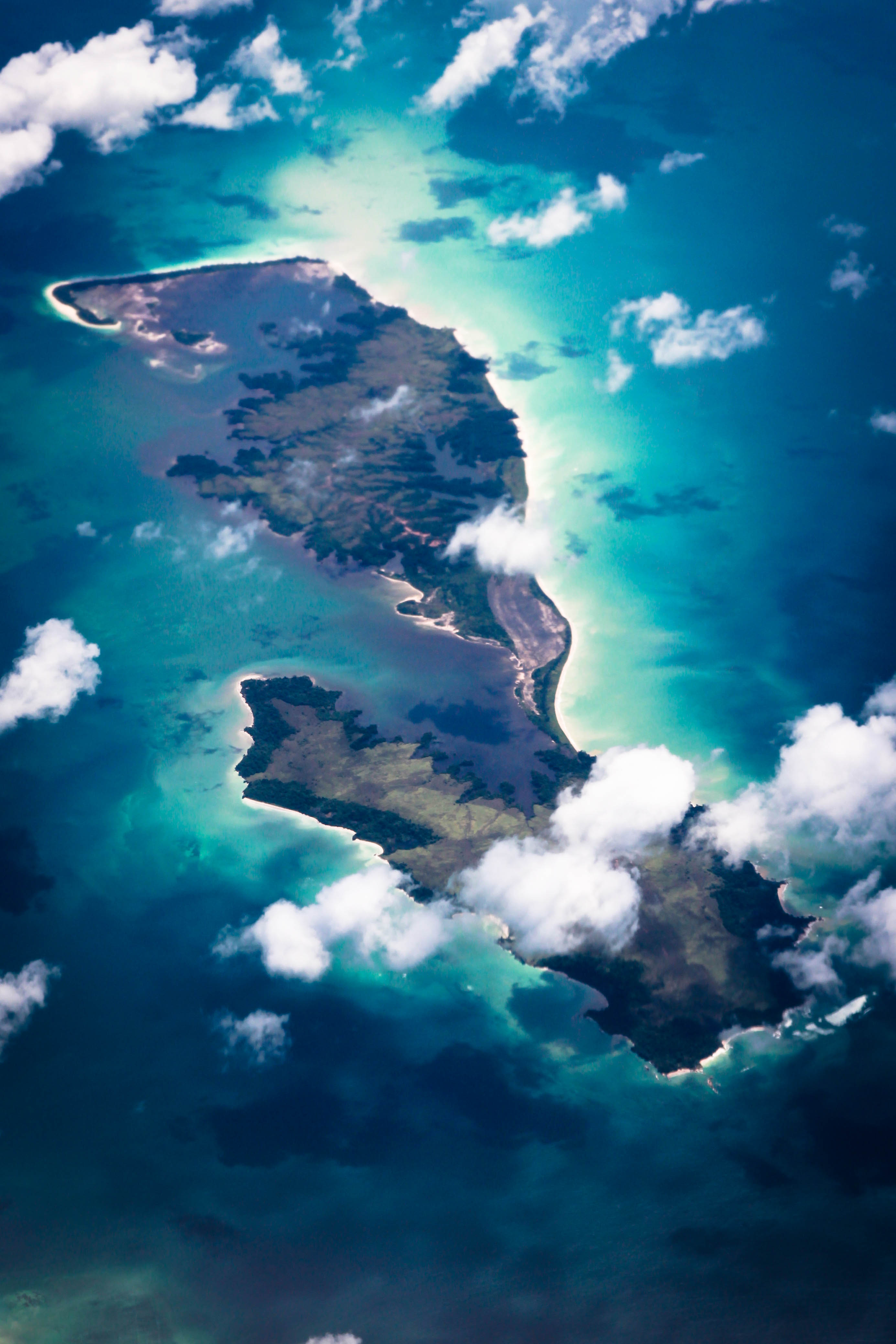
Isola nicobara vista dall'alto

A 1.300 km a sud-est dalle coste del Bengala e a 189 km a nord di Sumatra, le Nicobare, per complessivi 1.841 km² sono un distretto dell'India. Le Nicobare, assieme al vicino distretto delle Isole Andamane costituisce un Territorio dell'Unione indiana di complessivi 8.249 km².
Tra il Canale dei Dieci Gradi e il Gran Canale a sud, le Nicobare si sviluppano nel Mare delle Andamane secondo una catena che si svolge da nord a sud/sud-est.
Le 22 isole si possono dividere in 3 gruppi:
Gruppo settentrionale:
- Car Nicobar (126,90 km²)
- Batti Malv (2,01 km²) - disabitata

Gruppo centrale:
- Chowra (8,20 km²)
- Teressa (101,40 km²)
- Bompoka (13,30 km²)
- Katchall (174,40 km²)
- Camorta (188,20 km²)
- Nancowry (66,90 km²)
- Trinket (86,30 km²)
- Isola di Man - disabitata
- Tillangchong (16.84 km²) - disabitata e rifugio faunistico.

Gruppo meridionale:
- Gran Nicobar (1.045,10 km²)
- Piccola Nicobar (159,10 km²)
- Kondul (4,60 km²)
- Pulomilo (1,30 km²)
- Meroe (0,52 km²) - disabitata
- Tark (0,26 km²) - disabitata
- Treis (0.26 km²) - disabitata
- Menchal (1.30 km²) - disabitata
- Cubra (0.52 km²) - disabitata
- Megapod - disabitata
- Pigeon - disabitata

## Storia
I primi coloni della compagnia danese delle Indie Orientali (in lingua danese: Asiatiske Kompagni af den Dansk Østindien) giunsero sulle isole Nicobare il 12 dicembre 1755. Il 1º gennaio 1756, le Isole Nicobare divennero una colonia danese, inizialmente con il nome di Nuova Danimarca, e dal dicembre 1756 con quello di Isole Federico (Frederiksøerne). Negli anni 1754–1756 vennero amministrate da Tranquebar, nell'India danese continentale. Le isole vennero ripetutamente abbandonate per via delle epidemie di malaria dal 14 aprile 1759 al 19 agosto 1768, dal 1787 al 1807/09, dal 1814 al 1831, dal 1830 al 1834 e infine dal 1848.
Tra il 1º giugno 1778 e il 1783 l'Austria, ritenendo erroneamente che la Danimarca avesse rinunciato al possesso delle Isole Nicobare, avviò un tentativo di colonizzazione, rinominandole Isole Teresa.
Il Regno d'Italia tentò di acquistare le Isole Nicobare dalla Danimarca tra il 1864 e il 1865. Il ministro italiano per l'agricoltura e il commercio Luigi Torelli iniziò una negoziazione che sembrò inizialmente promettente, ma che fallì per via della fine prematura del secondo governo La Marmora, del quale Torelli faceva parte. Le negoziazioni furono così interrotte e mai più riprese.
Il possesso danese del territorio terminò formalmente il 16 ottobre 1868, quando la Danimarca vendette i diritti di possesso delle Isole Nicobare alla Gran Bretagna, che le annesse all'India britannica nel 1869.
Nel 1872 le isole Andamane e Nicobare vennero riunite in un unico comando di polizia a Port Blair.
Le isole Nicobare sono state pesantemente investite dallo tsunami del 2004: l'arcipelago, situato in prossimità dell'epicentro del terremoto, è stato raggiunto, dopo circa 30 minuti dall'evento tellurico, da onde alte oltre 15 m, che hanno sommerso intere regioni, causando migliaia di vittime e grossi danni, in particolare sulle isole di Katchall, Car Nicobar e Gran Nicobar; a seguito dei fenomeni di subsidenza del terreno, ampie aree costiere sono rimaste sommerse dalle acque anche dopo il ritiro delle onde. L'evento ha avuto un grosso impatto sull'equilibrio dell'ecosistema e in particolare sulle mangrovie, sommerse per oltre il 97% della loro superficie.

## Amministrazione
La capitale delle Isole Andamane e Nicobare è Port Blair nell'isola di Andaman Meridionale.